# Spermacoce spermacocina
Spermacoce spermacocina är en måreväxtart som först beskrevs av Karl Moritz Schumann, och fick sitt nu gällande namn av Diane Mary Bridson och Christian Puff. Spermacoce spermacocina ingår i släktet Spermacoce och familjen måreväxter. Inga underarter finns listade i Catalogue of Life.